# Сосновский, Михаил Борисович
Михаил Борисович Сосновский — советский хозяйственный, государственный и политический деятель.

## Биография
Родился в 1920 году в деревне Ясеновики. Член КПСС.
Участник Великой Отечественной войны, командир огневого взвода 572 пап 144 пабр 2-го Белорусского фронта. С 1947 года — на хозяйственной, общественной и политической работе. В 1947—2000 гг. — хозяйственный и советский деятель в Гродненской области Белорусской ССР, председатель Гродненского областного совета ветеранов войны и труда.
Избирался депутатом Верховного Совета Белорусской ССР/Белоруссии 12-го созыва.
Умер в Гродно после 1995 года.